# Allisyn Ashley Arm
Pour les articles homonymes, voir Arm.
Allisyn Ashley Arm est une actrice américaine, née le 25 avril 1996  à Glendale, en Californie.

## Biographie
Elle a fait ses débuts à la télévision en 1998 dans La Vie avant tout ; puis deux ans plus tard au cinéma dans Eulogy. Elle a fait des apparitions dans 70 publicités. Depuis février 2009, elle joue le rôle de Zora (en) dans la série de Disney Channel, Sonny.

## Filmographie

### Cinéma
- 1998 : The Cask of Amontillado : La fille de Montressor
- 2004 : Folles Funérailles (Eulogy) : La fille d'Alice
- 2005 : Garde rapprochée (Man of the House) : Charlotte Tulaire
- 2007 : King of California : Miranda à 9 ans
- 2007 : Santa Croce : Alison
- 2007 : Greetings from Earth : Une petite fille
- 2007 : Monsieur Woodcock : Une scout
- 2008 : One : Lisa
- 2008 : Appelez-moi Dave (Meet Dave) : Une fille ringarde
- 2016 : Ozark Sharks : Molly

### Télévision
- 2002 : La Vie avant tout (série télévisée) : Wendy Withers
- 2003 : Miracles (série télévisée) : Amelia Wye
- 2003 : Friends (série télévisée) : Leslie Buffay
- 2003 : Amy (Judging Amy) (série télévisée) : Molly Maddox
- 2003 : Shérifs à Los Angeles (10-8: Officers on Duty) (série télévisée) : Une petite fille qui hurle
- 2005 : Une famille presque parfaite (Still Standing) (série télévisée) : Ella
- 2006 : Vanished (série télévisée) : Violet
- 2006 : Dive Olly Dive! (série télévisée) : Beth
- 2007 : Back to You (en) (série télévisée) : Une enfant
- 2009 - 2010 : Sonny (Sonny with a chance) (série télévisée) : Zora Lancaster
- 2011 : Sketches à gogo ! : Zora Lancaster